# Anatrichus piceus
Anatrichus piceus är en skalbaggsart som beskrevs av Victor Ivanovitsch Motschulsky. Anatrichus piceus ingår i släktet Anatrichus och familjen jordlöpare. Inga underarter finns listade i Catalogue of Life.